# Jay Simpson
Jay-Alistaire Frederick Simpson (Enfield, Inglaterra, 1 de diciembre de 1988), futbolista inglés. Juega de delantero y actualmente milita en el Leyton Orient de la National League.

## Selección
Ha sido internacional con la selección Sub-17 de Inglaterra en 9 ocasiones anotando 4 goles.

## Clubes
| Club                 | País           | Año         |
| -------------------- | -------------- | ----------- |
| Millwall FC          | Inglaterra     | 2007 - 2008 |
| Arsenal FC           | Inglaterra     | 2008        |
| West Bromwich Albion | Inglaterra     | 2009        |
| Queens Park Rangers  | Inglaterra     | 2009 - 2010 |
| Hull City            | Inglaterra     | 2010 - 2011 |
| Millwall FC          | Inglaterra     | 2011        |
| Hull City            | Inglaterra     | 2012 - 2013 |
| Leyton Orient        | Inglaterra     | 2014 - 2017 |
| Philadelphia Union   | Estados Unidos | 2017 - 2018 |
| Leyton Orient        | Inglaterra     | 2019 -      |